# Brantford
Brantford je město na jihozápadě Ontaria v Kanadě. Je spojené silnicí 403 s Woodstockem na západě a Hamiltonem na východě a silnicí 24 s Cambridge na severu a Simcoe na jihu. Ve městě sídlí správa Brant County, jehož však samotné město není součástí.
Město je známo pod označením "Telefonní město" podle svého dřívějšího obyvatele Alexandera Grahama Bella, jež vynalezl telefon v domě svého otce, kde později vznikl Bell Homestead. Z Brantfordu do města Paris zavedl Bell první dálkovou telefonní linku v roce 1876.
Brantford je také rodištěm ledního hokejisty Wayna Gretzkého, komika Phila Hartmana a člena Group of Seven Lawrena Harrise. Město je pojmenované po Josephu Brantovi náčelníku Mohawků. Mnoho z jeho potomků žije v blízké rezervaci Six Nations of the Grand River First Nation.